# Celastrina aroana
Celastrina aroana är en fjärilsart som beskrevs av John Nevill Eliot och Kawazoé 1983. Celastrina aroana ingår i släktet Celastrina och familjen juvelvingar. Inga underarter finns listade i Catalogue of Life.